# Elecciones generales de Camboya de 1972
Las elecciones generales de la República Jemer tuvieron lugar el 4 de junio de 1972, en plena guerra civil camboyana y fueron las únicas elecciones presidenciales directas del país, durante el período republicano entre 1970 y 1993, y las últimas elecciones nominalmente multipartidistas (aunque en la práctica fraudulentas), hasta 1993. Lon Nol obtuvo la presidencia de la república con el 54.9% de los votos, mientras que su partido, el Partido Social Republicano, obtuvo todos los escaños de la Asamblea Nacional y el Senado con un inverosímil 99% de los votos. Las elecciones senatoriales fueron el 17 de septiembre. La participación no superó el 60% en las presidenciales, debido a que la mayor parte del país estaba bajo el control de los Jemeres Rojos.

## Elecciones presidenciales
Las primeras elecciones presidenciales se llevaron a cabo el 4 de junio. Fue la única ocasión en la cual el pueblo votaría directamente al jefe de Estado del país. A pesar de que In Tam, candidato del renacido Partido Democrático, era sumamente popular entre la población, fue finalmente derrotado por Lon Nol, quien obtuvo el 54.9% de los votos. En Nom Pen, gran cantidad de votos en contra del mariscal fueron quemados, aunque de todas formas In Tam triunfó en la capital, convirtiéndose en el único candidato opositor a un cargo público de Camboya entre 1951 y 1993 en triunfar en una circunscripción sin pertenecer al partido gobernante.
| Candidato             | Partido                    | Votos     | %    |
| --------------------- | -------------------------- | --------- | ---- |
| Lon Nol               | Partido Social Republicano | 578 560   | 54,9 |
| In Tam                | Partido Democrático        | 257 496   | 24,4 |
| Keo An                | Partido Republicano        | 217 174   | 20,6 |
| Votos anulados        | Votos anulados             | 6275      | –    |
| Total                 | Total                      | 1 059 505 | 100  |
| Source: Nohlen et al. |                            |           |      |

## Legislativas
Las elecciones legislativas fueron boicoteadas por la oposición, bajo el argumento de que las presidenciales habían sido manipuladas. De ese modo, el Pracheachon fue el único partido que presentó candidatos en 10 circunscripciones del país.

### Asamblea Nacional
| Partido                            | Partido                            | Votos     | %      | % | Escaños |
| ---------------------------------- | ---------------------------------- | --------- | ------ | - | ------- |
|                                    | Partido Social Republicano         | 1 304 207 | 99,09% |   | 126/126 |
|                                    | Pracheachon                        | 12 854    | 0,91%  |   | 0/126   |
| Votos válidos                      | Votos válidos                      | 1 317 061 | 100%   |   | 126     |
| Votos en total                     | Votos en total                     | 1 325 559 | 99,36% |   |         |
| Votos en blanco/anulados           | Votos en blanco/anulados           | 8498      | 0,64%  |   |         |
| Votantes registrados/participación | Votantes registrados/participación | 1 686 900 | 78,58% |   |         |
| Fuente: IPU                        |                                    |           |        |   |         |

### Senado
| Partido                           | Partido                           | Votos     | %     | % | Escaños |
| --------------------------------- | --------------------------------- | --------- | ----- | - | ------- |
|                                   | Partido Social Republicano        | 989 196   | 95,71 |   | 32/40   |
|                                   | Pracheachon                       | 43 171    | 4,29  |   | 0/40    |
| Nombrados por las Fuerzas Armadas | Nombrados por las Fuerzas Armadas | –         | –     | – | 8/40    |
| Total                             | Total                             | 1 032 367 | 100   |   | 40      |
| Fuente: IPU                       |                                   |           |       |   |         |